# Petrovac na Moru
Petrovac na Moru nebo též pouze Petrovac (v srbské cyrilici Петровац на Mору, italsky Castellastua) je sídlo na jihu Černé Hory, na břehu Jaderského moře. V roce 2003 zde žilo 1485 obyvatel. Administrativně spadá pod opštinu Budva.
Petrovac na Moru je významnou silniční křižovatkou pro turisty, kteří směřují k jaderskému pobřeží. Probíhá tudy silnice M-1, spojující všechna města na pobřeží Černé Hory. V blízkosti města se také nachází jižní ústí tunelu Sozina. Natáčel se zde také film Casino Royale.

## Historie
Na místě dřívějšího římského osídlení vznikla v průběhu staletí slovanská vesnice. Až do začátku 20. století neslo město název Kaštel Lastva. Tento název se dochoval dodnes v italštině. Současný název získal Petrovac na Moru dle krále Petra I. který krátce vládl Jugoslávii, od jejího vzniku do své smrti v roce 1921. Po druhé světové válce nebyl název města změněn.
Město také známé jako turistická destinace. Jako cíl pro rekreaci jej zpropagoval v roce 1923 bělehradský architekt Đorđe Jovanović. Tehdy žilo v Petrovaci na Moru okolo 300 obyvatel. Byla zde také nalezena římská mozaika s bohem slunce Hipsem.
Během druhé světové války se v blízkosti Petrovace na Moru vylodili zástupci britské armády ve snaze navázat kontakt s partyzánskou armádou.
Místní pláž je dlouhá okolo 600 metrů. V blízkosti Petrovace na Moru se také nachází dva ostrovy, Katič a Sveta Neđela.